# Castello di Thurnhof (Weitensfeld im Gurktal)
Il castello di Thurnhof (in tedesco Schloss Thurnhof) si trova a Zweinitz, frazione del comune austriaco di Weitensfeld im Gurktal nel Distretto di Sankt Veit an der Glan appartenente al Land della Carinzia e la sua storia inizia nel XII secolo.

## Storia

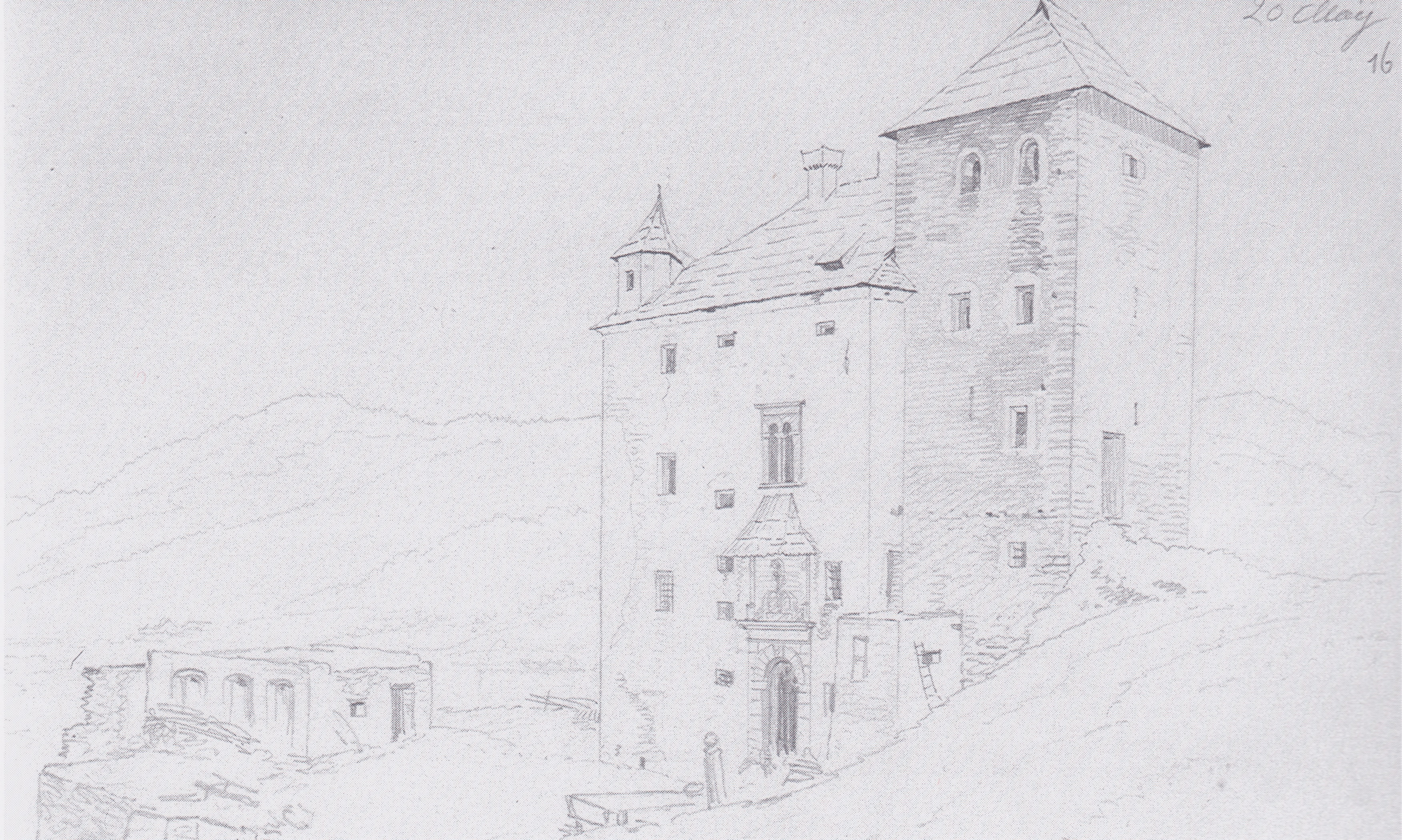
Disegno che raffigura il castello in un'opera di Markus Pernhart del 1857

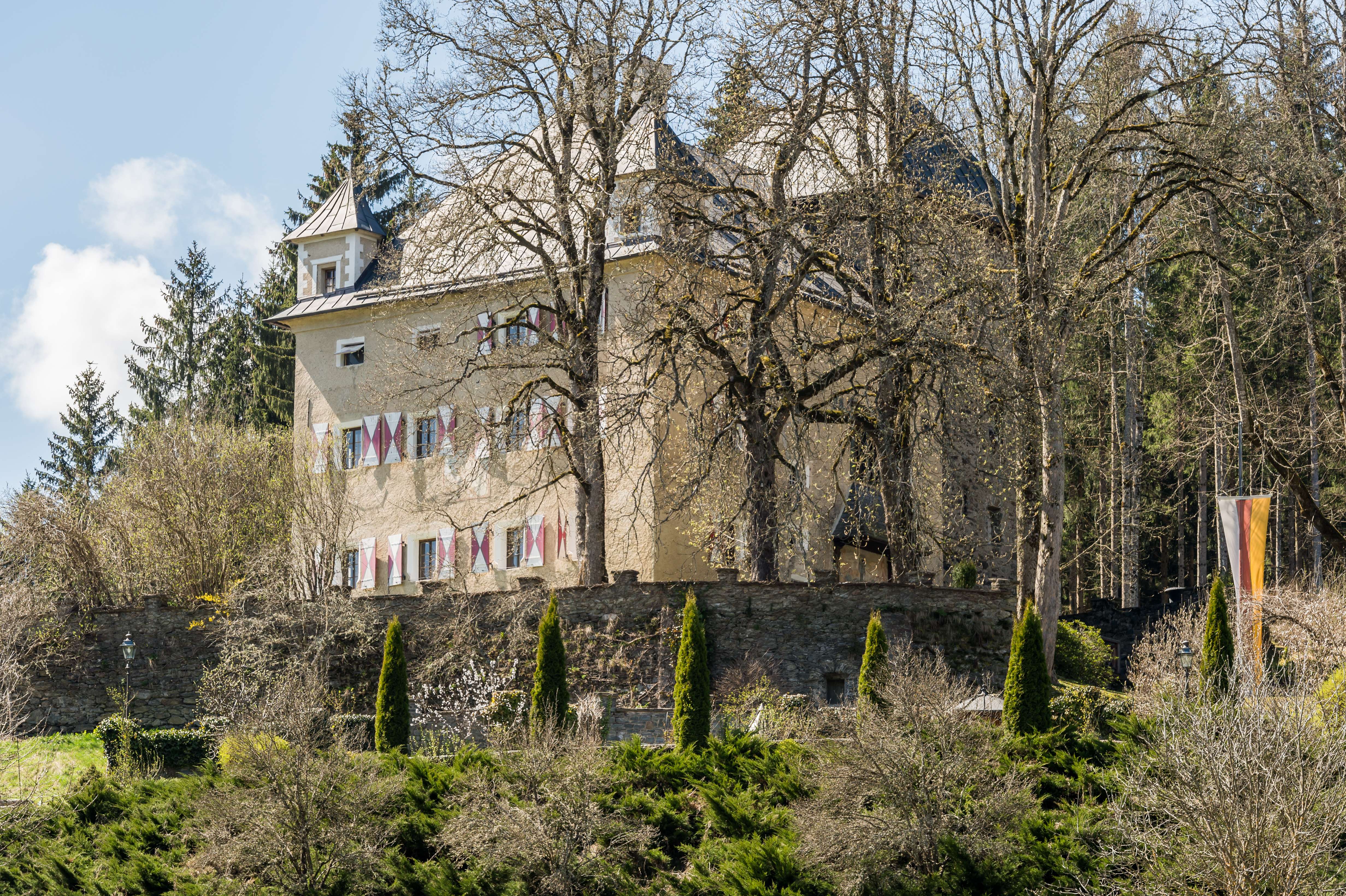
Castello di Thurnhof affacciato sulla valle con il suo muro di cinta merlato

La prima citazione storica del castello di Turmhof risale ad un documento del 1140 nel quale è indicato come Pregrat (termine slavo che indica l'area di fronte al castello). Pochi anni dopo, nel 1178 vengono ricordati Meinhalm de Pregrat e suo figlio Herbort. Entrambi erano ministeriali della diocesi di Gurk quindi responsabili dell'amministrazione delle aree forestali episcopali. Tra il 1246 e il 1269 viene citato come signore del castello un non meglio precisato Engelbert de Turris. In seguito vennero in possesso del maniero gli Hofman von Wald e quando morì l'ultimo membro della famiglia Hofman, il pieno possesso tornò alla diocesi di Gurk. Tra la fine del XIV e il XV secolo la fortezza venne registrata come proprietà di vari ufficiali giudiziari e avvocati del capitolo della cattedrale di Gurk]. Dopo il 1550 divennero signori i Jochner che vennero così chiamati Jochner zu Prägrad. Tra il 1585 e il 1618 appartenne a Veith Jochner, magistrato e avvocato del capitolo della cattedrale, che fece ammodernare la torre e costruire l'edificio residenziale quasi nelle forme che ci sono pervenute. Furono i Jochner a dare il nome Thurnhof alla loro nuova residenza. Nel 1619 il figlio Christoph Jochner dovette riconsegnare il possesso del castello al vescovo di Gurk a causa di grosse difficoltà economiche e all'inizio del secolo successivo venne ceduto in feudo ai conti Egger che diedero agli edifici del complesso l'aspetto definitivo. Nel 1890 il castello fu acquisito dalla famiglia di industriali Funder che nel 1989 lo cedette a Franz Wilhelm Treppo. Il castello è molto ben conservato ed è abitato dai proprietari.

## Descrizione
Il castello si trova in località Zweinitz, frazione a nord est del comune austriaco di Weitensfeld im Gurktal nel Distretto di Sankt Veit an der Glan appartenente al Land della Carinzia. Questo castello deve il suo nome alla massiccia torre (l'ex mastio) che è la parte originale della struttura e risale al 1400 circa. Le finestre nei piani inferiori della torre sono state aperte in epoca più recente e l'edificio residenziale di forma solida, quasi cubica, fu aggiunto sul lato est della torre nel XVI secolo in sostituzione del distrutto antico palazzo residenziale. A seconda della facciata si sviluppa su tre o quattro piani ed è munito di quattro torri angolari che sporgono per altezza rispetto ai lati del tetto. L'ultimo piano, inizialmente pensato per fungere da deposito, è di altezza notevolmente inferiore rispetto agli altri e anche le sue finestre sono più piccole. Sul lato nord è presente un notevole portale rinascimentale che riporta incisa la data con l'anno 1560. Particolare risulta la sua chiave di volta che ha la forma di una maschera di leone. Il portale bugnato è decorato da un affresco affiancato da due colonne recanti la data 1585 che ricorda l'allora sempre possibile minaccia turca. Si conservano, anche se ormai molto sbiaditi, gli stemmi di Jochner e Raidhaupt tra altre figure già quasi perdute. Su entrambi i lati nord e sud sono state conservate finestre a bifora in stile rinascimentale. Sul lato che si affaccia sulla valle, la torre residenziale è protetta, in basso, da un muro di cinta merlato. Il castello è abitato dalla famiglia proprietaria ed è visibile solo dall'esterno.

### Bene architettonico tutelato
Il castello di Thurnhof è stato posto sotto tutela dei monumenti da parte della Repubblica austriaca col numero 35213.